# Klippsta
Klippsta (fi. Louhela) är ett bostadsområde med järnvägsstation i stadsdelen Myrbacka i Vanda stad i Finland. 
Trots att invånarna i både Klippsta och Myrbacka anser att området utgör en egen stadsdel är den inte en det i Vanda stads officiella indelning. Klippsta byggdes före Myrbacka, före Vandaforsbanan byggdes. Alla hus i området är höghus, varav de högsta har sju våningar. Den vanligaste färgen på husen är grönaktig. 